# 藤川ヨシキ
藤川 ヨシキ（本名：藤川 嘉樹（ふじかわ よしき）、1980年11月24日 - ）は、福岡県出身のヒップホップMC。

## ディスコグラフィ

### シングル （アナログも含む）
- REST・靴紐・正義の味方 （2005年）